# フラワーボウル
フラワーボウル（Flower Bowl、1952年 - 1968年）とは、アメリカ合衆国のサラブレッドの競走馬、および繁殖牝馬である。とくに繁殖牝馬として優れ、アメリカ殿堂馬ボウルオブフラワーズなどの活躍馬を送り出した。

## 経歴
ブルックミード・ステーブル名義のもとで競走生活を送った馬で、競走馬時代にはデラウェアハンデキャップとレディーズハンデキャップでステークス競走勝ちを収めている。
引退後は1957年よりブルックミード・ステーブルで繁殖牝馬となった。この翌年に生まれた第1子がボウルオブフラワーズ（Bowl of Flowers）で、同馬は2歳時から活躍、翌年にはエイコーンステークスとコーチングクラブアメリカンオークスの牝馬二冠を達成する大きな成果を挙げた。
1962年にブルックミード・ステーブルの所有者であったイザベル・ダッジ・スローンが死亡すると、フラワーボウルはウィンストン・ゲストの手に渡り、その後キングランチを運営するジョン・W・ガルブレスに購入された。このガルブレスの牧場で最初に生まれた産駒がグロースターク（Graustark 1963年生、牡馬）で、同馬もまた競走馬として2歳から活躍した。クラシック出走前に怪我により引退したが、種牡馬としても成功し、ダービーダンファームの生産の柱となった。
フラワーボウルは1968年4月16日、グロースタークの全弟にあたるヒズマジェスティ（His Majesty 1968年生、牡馬）を産んで間もなく死亡した。ヒズマジェスティはグロースタークと同様に種牡馬として活躍し、リボーの系統を伸ばした代表的な種牡馬となっている。
フラワーボウルの子孫の牝系からは、まだこれといった著名な競走馬は出ておらず、ボウルオブフラワーズの子に種牡馬として成功したウィスキーロード（Whiskey Road 1972年生、牡馬 父ニジンスキー）がいる程度である。
フラワーボウルの遺骸はダービーダンファームの墓地の、アイドルアワーストックファーム時代の名牝ブロッサムタイムの隣に埋葬されている。

## 評価

### おもな勝鞍
※当時はグレード制未導入
1956年（4歳）
デラウェアハンデキャップ、レディーズハンデキャップ

### 表彰
- 1978年 - ベルモントパーク競馬場に、フラワーボウルの名を冠したフラワーボウルインビテーショナルステークス（G1）が創設される。

## 血統表
| フラワーボウルの血統（ハイペリオン系／Gainsborough 3x5=15.63%、 Bay Ronald 5x5=6.25%） | フラワーボウルの血統（ハイペリオン系／Gainsborough 3x5=15.63%、 Bay Ronald 5x5=6.25%） | フラワーボウルの血統（ハイペリオン系／Gainsborough 3x5=15.63%、 Bay Ronald 5x5=6.25%） | （血統表の出典）   | （血統表の出典） |
| 父 Alibhai 1938 栗毛 イギリス                                                          | 父の父Hyperion 1930 栗毛 イギリス                                                      | Gainsborough                                                                           | Bayardo            | Bayardo          |
| 父 Alibhai 1938 栗毛 イギリス                                                          | 父の父Hyperion 1930 栗毛 イギリス                                                      | Gainsborough                                                                           | Rosedrop           |                  |
| 父 Alibhai 1938 栗毛 イギリス                                                          | 父の父Hyperion 1930 栗毛 イギリス                                                      | Selene                                                                                 | Chaucer            | Chaucer          |
| 父 Alibhai 1938 栗毛 イギリス                                                          | 父の父Hyperion 1930 栗毛 イギリス                                                      | Selene                                                                                 | Serenissima        |                  |
| 父 Alibhai 1938 栗毛 イギリス                                                          | 父の母Teresina 1920 栗毛 イギリス                                                      | Tracery                                                                                | Rock Sand          | Rock Sand        |
| 父 Alibhai 1938 栗毛 イギリス                                                          | 父の母Teresina 1920 栗毛 イギリス                                                      | Tracery                                                                                | Topiary            |                  |
| 父 Alibhai 1938 栗毛 イギリス                                                          | 父の母Teresina 1920 栗毛 イギリス                                                      | Blue Tit                                                                               | Wildfowler         | Wildfowler       |
| 父 Alibhai 1938 栗毛 イギリス                                                          | 父の母Teresina 1920 栗毛 イギリス                                                      | Blue Tit                                                                               | Petit Bleu         |                  |
| 母 Flower Bed 1946 鹿毛 アメリカ                                                       | 母の父Beau Pere 1927 青鹿毛 イギリス                                                   | Son-in-law                                                                             | Dark Ronald        | Dark Ronald      |
| 母 Flower Bed 1946 鹿毛 アメリカ                                                       | 母の父Beau Pere 1927 青鹿毛 イギリス                                                   | Son-in-law                                                                             | Mother in Law      |                  |
| 母 Flower Bed 1946 鹿毛 アメリカ                                                       | 母の父Beau Pere 1927 青鹿毛 イギリス                                                   | Cinna                                                                                  | Polymelus          | Polymelus        |
| 母 Flower Bed 1946 鹿毛 アメリカ                                                       | 母の父Beau Pere 1927 青鹿毛 イギリス                                                   | Cinna                                                                                  | Baroness la Fleche |                  |
| 母 Flower Bed 1946 鹿毛 アメリカ                                                       | 母の母Boudoir 1938 芦毛 イギリス                                                       | Mahmoud                                                                                | Blenheim           | Blenheim         |
| 母 Flower Bed 1946 鹿毛 アメリカ                                                       | 母の母Boudoir 1938 芦毛 イギリス                                                       | Mahmoud                                                                                | Mah Mahal          |                  |
| 母 Flower Bed 1946 鹿毛 アメリカ                                                       | 母の母Boudoir 1938 芦毛 イギリス                                                       | Kampala                                                                                | Clarissimus        | Clarissimus      |
| 母 Flower Bed 1946 鹿毛 アメリカ                                                       | 母の母Boudoir 1938 芦毛 イギリス                                                       | Kampala                                                                                | La Soupe F-No.4-d  |                  |